# Скиноса
Скино́са — річка в Молдові та Україні, в межах Болградського району Одеської області. Ліва притока Когильника (басейн Чорного моря). 

## Опис
Довжина 53 км (в межах України — 24 км), площа водозбірного басейну 343 км². Похил річки 1,7 м/км. Долина трапецієподібна, схили розчленовані балками. Річище слабозвивисте, завширшки 1—5 м. Споруджено кілька ставків.

## Розташування
Скиноса бере початок біля гори Чугурян (239 м), що на Південномолдавській височині, на північ від села Порумбрей (Молдова). Тече переважно на південний схід. Впадає до Когильника біля західної околиці смт Серпневого. 